# Théorie de Hodge
La théorie de Hodge est l'étude, avec l'apport notamment de la topologie algébrique, des formes différentielles sur une variété lisse. En conséquence elle éclaire l'étude des variétés riemanniennes et kählériennes, ainsi que l'étude géométrique des motifs. Elle tient son nom du mathématicien écossais William Hodge. Un des problèmes du prix du millénaire a trait à cette théorie : la conjecture de Hodge.
Essentiellement, la théorie permet d'associer, à certaines variétés, une structure de Hodge qui se révèle un outil très puissant d'analyse des propriétés de la variété d'origine, tout en étant d'une manipulation éventuellement plus aisée car relevant de l'algèbre linéaire.
La théorie se trouve au cœur de nombreux problèmes mathématiques et apparaît notamment en mathématiques appliquées, en physique mathématique et en physique théorique, dans les théories de jauges en particulier, par exemple l'électromagnétisme. Elle peut être appliquée aux questions de théorie des nombres à travers son analogue p-adique, la théorie de Hodge p-adique.

## Historique
Le domaine de la topologie algébrique était encore naissant dans les années 1920. Elle n'avait pas encore développé la notion de cohomologie, et l'interaction entre formes différentielles et topologie était mal comprise. En 1928, Élie Cartan publie une note, « Sur les nombres de Betti des espaces de groupes clos », dans laquelle il suggère (sans démonstration) que formes différentielles et topologie doivent être liées. À sa lecture, Georges de Rham, alors étudiant, développe la théorie des formes différentielles et démontre dans sa thèse de 1931 le théorème dit de comparaison de De Rham.
Par le théorème de Stokes, l'intégration de formes différentielles induit pour toute variété lisse compacte M, un accouplement bilinéaire
{\displaystyle H_{k}(M;\mathbf {R} )\times H_{\text{dR}}^{k}(M;\mathbf {R} )\to \mathbf {R} .}
Le théorème de De Rham affirme qu'il s'agit d'un accouplement parfait. En particulier, la cohomologie singulière à coefficients réels est isomorphe à la cohomologie de De Rham :
{\displaystyle H_{\text{sing}}^{k}(M;\mathbf {R} )\cong H_{\text{dR}}^{k}(M;\mathbf {R} ).}
L'énoncé originale de De Rham est donc une conséquence de la dualité de Poincaré.
La théorie est posée par Hodge autour de 1941 avec la publication de Harmonic integrals, où ses résultats s'appuient d'abord sur l'analyse et sur les travaux de Georges de Rham et sa cohomologie. Hodge a perçu que ces techniques pouvaient être applicables aux variétés de dimensions supérieures, avec une dualité similaire. Sa première tentative publiée de preuve parut en 1933, mais il la considérait comme « grossière à l'extrême ». Hermann Weyl, l'un des mathématiciens les plus brillants de l'époque, s'est retrouvé incapable de déterminer si la preuve de Hodge était correcte ou non. En 1936, Hodge publie une nouvelle preuve, jugée bien supérieure. Indépendamment, Hermann Weyl et Kunihiko Kodaira ont modifié la preuve de Hodge pour réparer une faute importante. Cela a établi l'isomorphisme recherché par Hodge entre les formes harmoniques et les classes de cohomologie.
Hermann Weyl, Kunihiko Kodaira, Georges de Rham et André Weil s'approprient et poursuivent l'élaboration de cette approche. Puis, au début des années 1970, Phillip Griffiths et Pierre Deligne lui donnent son aspect moderne, beaucoup plus algébrique.

« Rétrospectivement, il est clair que les difficultés techniques du théorème [de Hodge] n’exigeaient pas de nouvelles idées significatives, mais simplement une extension prudente des méthodes classiques. La véritable nouveauté, qui fut la contribution majeure de Hodge, résidait dans la conception des intégrales harmoniques et leur pertinence pour la géométrie algébrique. Ce triomphe du concept sur la technique n’est pas sans rappeler un épisode similaire dans l’œuvre du grand prédécesseur de Hodge, Bernhard Riemann. »

— Michael Atiyah, William Vallance Douglas Hodge, 17 June 1903 – 7 July 1975

## Théorie de Hodge

### Cohomologie de De Rham
Soit M une variété lisse. Pour un entier positif k, soit Ωk(M) l'espace vectoriel réel des formes différentielles lisses de degré k sur M. Le complexe de Rham est le complexe de cochaines
{\displaystyle 0\to \Omega ^{0}(M)\xrightarrow {d_{0}} \Omega ^{1}(M)\xrightarrow {d_{1}} \cdots \xrightarrow {d_{n-1}} \Omega ^{n}(M)\xrightarrow {d_{n}} 0,}
où dk désigne la dérivée extérieure sur Ωk(M). Il s'agit d'un complexe de cochaines dans le sens où dk+1 ∘ dk  = 0. Le théorème de De Rham énonce que la cohomologie singulière de M à coefficients réels est calculée par le complexe de De Rham :
{\displaystyle H^{k}(M,\mathbf {R} )\cong {\frac {\ker d_{k}}{\operatorname {im} d_{k-1}}}.}

### Opérateurs en théorie de Hodge
Soit une métrique riemannienne g sur M, on rappelle que :
{\displaystyle \Omega ^{k}(M)=\Gamma \left(\bigwedge \nolimits ^{k}T^{*}(M)\right).}
La métrique induit un produit scalaire sur chaque fibre {\displaystyle \bigwedge \nolimits ^{k}(T_{p}^{*}(M))} du fibré {\displaystyle \bigwedge \nolimits ^{k}(T^{*}(M))}. Le produit scalaire sur {\displaystyle \Omega ^{k}(M)} définit par intégration ponctuelle des produits définis.par rapport à la forme volume {\displaystyle \sigma } associée à g. Explicitement, étant donnés {\displaystyle \omega ,\tau \in \Omega ^{k}(M)} on a
{\displaystyle (\omega ,\tau )\mapsto \langle \omega ,\tau \rangle :=\int _{M}\langle \omega (p),\tau (p)\rangle _{p}\sigma .}
Ce produit scalaire induit une norme sur {\displaystyle \Omega ^{k}(M)}. Si cette norme est finie, l'intégrande est à valeurs réelles, de carré intégrable sur M, 
{\displaystyle \|\omega (p)\|_{p}:M\to \mathbf {R} \in L^{2}(M).}
Soit l'opérateur adjoint à d vis à vis de ces normes:
{\displaystyle d^{*}:\Omega ^{k+1}(M)\to \Omega ^{k}(M).}
L'opérateur laplacien est alors défini par
{\displaystyle \Delta =dd^{*}+d^{*}d.}
C'est un opérateur différentiel linéaire d'ordre 2, généralisant le laplacien sur Rn. Par définition, une forme sur M est harmonique si son laplacien est nul:
{\displaystyle {\mathcal {H}}_{\Delta }^{k}(M)=\{\alpha \in \Omega ^{k}(M)\mid \Delta \alpha =0\}.}

### Théorème de Hodge
Toute forme harmonique α sur une variété riemannienne fermée est fermée, à savoir dα = 0. On a par conséquent un morphisme canonique {\displaystyle \varphi :{\mathcal {H}}_{\Delta }^{k}(M)\to H^{k}(M,\mathbf {R} )}. Le théorème de Hodge énonce que {\displaystyle \varphi } est un isomorphisme d'espaces vectoriels. En d'autres termes, toute classe de cohomologie réelle sur M a un unique représentant harmonique. Concrètement, le représentant harmonique est l'unique forme fermée de norme minimale L2 qui représente la classe de cohomologie donnée. Le théorème de Hodge a été prouvé en utilisant la théorie des équations aux dérivées partielles elliptique, les arguments initiaux de Hodge étant complétés par Kodaira et d'autres dans les années 1940.
Par exemple, le théorème de Hodge implique que les groupes de cohomologie (à coefficients réels) d'une variété fermée sont de dimension finie. En effet, les opérateurs Δ sont elliptiques, et le noyau d'un opérateur elliptique sur une variété fermée est toujours un espace vectoriel de dimension finie par le théorème d'ellipticité. Une autre conséquence du théorème de Hodge est qu'une métrique riemannienne sur une variété fermée M définit un produit interne à valeur réelle sur la cohomologie entière de M modulo torsion. Il s'ensuit, par exemple, que l'image du groupe d'isométrie de M dans le groupe général linéaire GL(H* (M, Z)) est finie.
Une variante du théorème de Hodge est la décomposition de Hodge. Il existe une décomposition unique de toute forme différentielle ω sur une variété riemannienne fermée comme une somme de trois termes
{\displaystyle {\begin{matrix}\omega &=&\mathrm {d} \alpha &+&d^{*}\beta &+&\gamma \\&&{\text{exacte}}&&{\text{coexacte}}&&{\text{harmonique}}\end{matrix}}}
où γ est harmonique: Δγ = 0. D'où une décomposition en espaces orthogonaux pour le produit L2 des k-formes différentielles :
{\displaystyle \Omega ^{k}(M)\cong \operatorname {im} d_{k-1}\oplus \operatorname {im} \delta _{k+1}\oplus {\mathcal {H}}_{\Delta }^{k}(M).}
La décomposition de Hodge est une généralisation de la décomposition de Helmholtz pour le complexe de Rham.

### Théorie de Hodge pour les complexes elliptiques
Atiyah et Bott ont défini les complexes elliptiques comme une généralisation du complexe de De Rham. Le théorème de Hodge s'étend à ce cadre. Soit {\displaystyle E_{0},E_{1},\ldots ,E_{N}} des fibrés vectoriels munies de métriques sur une variété lisse et fermée M. Soient
{\displaystyle L_{i}:\Gamma (E_{i})\to \Gamma (E_{i+1})}
des opérateurs différentiels linéaires agissant sur les sections C∞ de ces fibrés vectoriels. On suppose que la suite 
{\displaystyle 0\to \Gamma (E_{0})\to \Gamma (E_{1})\to \cdots \to \Gamma (E_{N})\to 0}
est un complexe elliptique (en). Soient :
{\displaystyle {\begin{aligned}{\mathcal {E}}^{\bullet }&=\bigoplus \nolimits _{i}\Gamma (E_{i})\\L&=\bigoplus \nolimits _{i}L_{i}:{\mathcal {E}}^{\bullet }\to {\mathcal {E}}^{\bullet }\end{aligned}}}
L* l'adjoint de L. L'opérateur elliptique Δ = LL* + L*L. Comme dans le cas de Rham, cela donne l'espace vectoriel des sections harmoniques
{\displaystyle {\mathcal {H}}=\{e\in {\mathcal {E}}^{\bullet }\mid \Delta e=0\}.}
Soit {\displaystyle H:{\mathcal {E}}^{\bullet }\to {\mathcal {H}}} la projection orthogonale, et soit G la opérateur de Green pour Δ. Le théorème de Hodge affirme alors que:
1. H et G sont bien définis.
2. Id = H + ΔG = H + GΔ
3. LG = GL, L*G = GL*
4. La cohomologie du complexe est canoniquement isomorphe à l'espace des sections harmoniques, {\displaystyle H(E_{j})\cong {\mathcal {H}}(E_{j})}, dans le sens où chaque classe de cohomologie a un représentant harmonique unique.

Il existe également une décomposition de Hodge dans cette situation, généralisant l'énoncé ci-dessus pour le complexe de De Rham.

## Théorie de Hodge pour les variétés projectives complexes
Soit X une variété projective complexe lisse, i.e. X  est une sous-variété complexe fermée d'un espace projectif complexe CPN. Alors X est une variété algébrique et kählérienne.
Toute r-forme sur X lisse à coefficients complexes peut être écrit de manière unique comme somme de formes de type (p, q) avec p+q = r, i.e. de la forme
{\displaystyle f\,dz_{1}\wedge \cdots \wedge dz_{p}\wedge d{\overline {w_{1}}}\wedge \cdots \wedge d{\overline {w_{q}}}}

avec f une fonction C∞ et les zs et ws fonction holomorphes. Sur une variété kählérienne, les composantes (p, q) d'une forme harmonique sont à nouveau harmoniques (c'est un théorème). On peut résumer dans ce cas la théorie de Hodge ainsi.
Théorème (de Hodge). Soit X une variété kählérienne compacte. donne une décomposition de la cohomologie de X à coefficients complexes comme somme directe d'espaces vectoriels complexes :

{\displaystyle H^{r}(X,\mathbf {C} )=\bigoplus _{p+q=r}H^{p,q}(X).}De plus les espaces vectoriels {\displaystyle H^{p,q}(X)} vérifient {\displaystyle H^{p,q}(X)\cong {\overline {H^{q,p}(X)}}}.
Cette décomposition est en fait indépendante du choix de la métrique de Kähler (mais il n'existe pas de décomposition analogue pour une variété complexe compacte générale). D'autre part, la décomposition de Hodge dépend crucialement de la structure de X en tant que variété complexe, alors que le groupe {\displaystyle H^{r}(X,\mathbf {C} )} dépend uniquement de l'espace topologique sous-jacent à X.
L'espace vectoriel Hp,q(X) de la décomposition de Hodge peut être identifié avec un groupe de cohomologie des faisceaux cohérents, qui dépend uniquement de X comme variété complexe (indépendant du choix de la métrique de Kähler) :
{\displaystyle H^{p,q}(X)\cong H^{q}(X,\Omega ^{p}),}
où Ωp désigne le faisceau des p-formes holomorphes sur X. Par exemple, {\displaystyle H^{p,0}(X)} est l'espace des p-formes holomorphes sur X. (Si X est projectif, le théorème GAGA (en)de Serre implique qu'une p-forme holomorphe sur X est en fait algébrique.)
Soit le nombre de Hodge {\displaystyle h^{p,q}(X)=\mathrm {dim} _{\mathbb {C} }H^{p,q}(X)} la dimension de l'espace vectoriel complexe {\displaystyle H^{p,q}(X)}. Ce sont des invariants importants d’une variété projective complexe et lisse. Parmi les propriétés des nombres de Hodge figurent la symétrie de Hodge {\displaystyle h^{p,q}(X)=h^{q,p}(X)}et {\displaystyle h^{p,q}(X)=h^{n-p,n-q}(X)} (par dualité de Serre). On retrouve les nombres de Betti,
{\displaystyle b_{i}(M)=\mathrm {dim} _{\mathbb {C} }H^{i}(M,\mathbb {C} )}
qui peuvent être exprimés en fonction des nombres de Hodge 
{\displaystyle b_{i}(X)=\sum _{p+q=i}h^{p,q}(X)}.

### Diamant de Hodge
On représente souvent les nombres de Hodge d'une variété kählerienne compacte X sous la forme suivante, appelée diamant de Hodge :
{\displaystyle {\begin{matrix}&&&h^{0,0}&&\\&&h^{1,0}&&h^{0,1}&\\&&&&\ddots &\\&h^{n,0}&&\cdots &&h^{0,n}\\&&\ddots &&&\\&&h^{n,n-1}&&h^{n-1,n}&\\&&&h^{n,n}&&\end{matrix}}}
On retrouve les nombres de Betti en sommant chaque ligne.